# Trichacis afurcata
Trichacis afurcata är en stekelart som beskrevs av Szabó 1977. Trichacis afurcata ingår i släktet Trichacis och familjen gallmyggesteklar. Inga underarter finns listade i Catalogue of Life.